# Балтика (лайнер)
«Балтика» (первоначально «Вячеслав Молотов», во время Великой Отечественной войны военный транспорт ВТ-509) — советский океанский лайнер — использовавшийся с середины 1960-х годов как круизное судно — был построен по заказу советского правительства на верфи N.V. Nederlandsche Dok & Scheepsbouw Maats в Амстердаме в Нидерландах в 1940 году и передан советской стороне вместе с судном-близнецом «Иосиф Сталин».

## История
В 1938 году советское правительство разместило в Нидерландах заказ на строительство двух судов для улучшения инфраструктуры на линиях, перевозящих советских работников посольств и госучреждений из Ленинграда в Хельсинки, Стокгольм и Лондон, так как местные советские верфи были не в состоянии производить суда такого класса.
Судно под заводским номером 276 было спущено на воду 17 августа 1939 года и принято в эксплуатацию 1 Мая 1940 года, за неделю до оккупации Голландии войсками вермахта.
В мае 1940 года судно было мобилизовано в РККФ и получило название ВТ-509, военный транспорт № 509. 11 августа 1941 года турбоэлектроход ВТ-509 (Вячеслав Молотов), осуществлявший эвакуацию раненых и гражданского населения из Таллина, подорвался на мине и был взят на буксир эскадренным миноносцем Стерегущим. Во время Ленинградской блокады пассажирский лайнер служил стационаром лечебных учреждений, судном-лазаретом, электростанцией для порта, прачечной и рабочими мастерскими для изготовления снарядов для «катюш».
В 1943 году судно попало под огонь немецкой артиллерии.
С весны 1943 года на судне начались восстановительные работы.
В 1944 году на пробоину поставили бетонную заплату, а 9 декабря 1945 года отправили в Ливерпуль, а затем в Амстердам для проведения капитального ремонта.
После этого водоизмещение турбоэлектрохода достигло 8945 т (7494 брт). На нем теперь могли размещаться в двух комфортабельных каютах люкс-4 пассажира, в пяти каютах 1-го класса А-5 чел, в тридцати каютах 1-го класса В-60 чел, в 25 каютах туристского класса А-100 чел, в 34 каютах туристского класса В-170 чел и в 18 каютах туристского класса С-82 человека (всего-421 чел). К их услугам были музыкальные салоны, кинозалы, библиотеки, рестораны. Экипаж насчитывал 70 человек, обслуживающий персонал 91 чел
Одним из первых судов в рейс под командованием капитана Алексея Леонтьевича Каневского вышла «Балтика», доставившая в Англию ценный груз и первых пассажиров (См.: Михин Н. С. Венки на балтийской волне. — СПб.: 1996, 1998).
В 1945 году судно было отремонтировано и его планировали поставить на линию Ленинград — Ливерпуль — Нью-Йорк, однако, для выхода в Северную Атлантику судно было не готово и его отправили на дополнительную модернизацию на верфях Ливерпуля и Амстердама.
После модернизации судно вернулось не на свою запланированную линию, а пополнило состав Черноморского морского пароходства, где эксплуатировалось до 1950 года.
Затем судно перевели на Дальний Восток, где его базовой гаванью стал Владивосток.
Проработав там 5 лет, снова вернулось на Чёрное море в 1955 году, перед тем как окончательно вернуться на линию Ленинград — Лондон. На рейс туда и обратно уходило 16 дней, включая 4-5 дней в Лондоне, с заходом в Копенгаген, Стокгольм и Хельсинки.
В 1957 году судно переименовано в Балтика после того, как Вячеслав Молотов потерял министерский пост в правительстве.
В 1960 году забункерованное топливом в оба конца нарядно расцвеченное флагами судно доставило Никиту Сергеевича Хрущёва в Нью-Йорк, где он выступил со своей знаменитой речью в ООН. Вместе с ним 9 сентября 1960 года в 19:10 по московскому времени из порта Балтийск в рейс отправились делегации Болгарии под руководством Тодора Живкова, Венгрии под руководством Яноша Кадара и Румынии под руководством Георге Георгиу-Деж.
В 1962 году Балтика, Эстония и другие советские пассажирские лайнеры участвовали в Карибском кризисе, во время которого Балтика тайно доставила на Кубу 51-ю ракетную дивизию, а Эстония в сентябре 1962 года — 400-й мотострелковый полк 63-й гвардейской стрелковой дивизии под командованием Дмитрия Язова в полном составе.
С середины 1960-х годов использовалось как круизное судно для иностранных туристов.
В 1980 году во время парусной регаты, являвшейся частью спортивной программы летних Олимпийских игр 1980 Балтика служила судном-отелем в Таллине.

## На борту
На борту судна был ресторан «Пингвин» (Penguin), славившийся своей замечательной кухней.

## Однотипные суда
- Иосиф Сталин